# Barst in de hemel
Barst in de hemel (Engelse titel: Earthjacket) is een sciencefictionroman uit 1970 van de Britse schrijver Jon Hartridge. Over de schrijver, waarschijnlijk geboren in 1934 is weinig bekend; hij schreef nog een andere roman Binary divine, verschenen in 1969. Het origineel van Barst in de hemel werd uitgebracht in 1970 door Macdonald & Co in Londen. De Nederlandse versie werd uitgegeven door Uitgeverij Het Spectrum in de Prisma Pocketsreeks onder catalogusnummer 1519 en in de herdruk onder nummer 2687.

## Synopsis
De mensheid heeft zich eigen wereld verpest. Diegenen die dat al van verre zagen aankomen gingen ondergronds met toepassing van kunstmatig schoon gehouden lucht, milieu etc. Op het moment dat de overgebleven mensen daar ook wel gebruik wilden maken creëerden de ondergrondsen (Texecs) daartoe een mogelijkheid. Echter ze worden kort gehouden; hun zuurstof en voedsel zijn permanent op rantsoen, dat zich op een maximum van 50 % bevindt van de eigen mogelijkheden. Vanwege hun slome gang worden de nieuwe bewoners Slapers genoemd. Het grote verschil is dat Texecs door hun privileges zich relatief sneller voortplanten en de Slapers die door hun tekorten geen zin hebben in seks en voortplanten. Om de Texecs in hun luxe leven niet helemaal te laten indutten, wordt af en toe een Slaper toegestaan te ontwaken (hij krijgt een gelijk rantsoen als Texecs). Binnen de Texecs is er echter ook een groep die wil uitbreken. De vervuiling van de Aarde zou inmiddels door de natuur zelf opgeruimd zijn, maar niet iedereen durft het om na jaren weer in de open lucht te stappen. De hoofdpersoon wordt uit zijn slaaptoestand gehaald, krijgt in drie ondergrondse nederzettingen ruzie en kan eigenlijk alleen daaraan ontsnappen door in de buitenlucht te stappen.    